# Palazzo delle Papesse
Le Palais des Papesses, en italien Il Palazzo Piccolomini delle Papesse,  est un palais de  la ville de Sienne en Toscane, situé, 126, Via di Città, une des rues du centre, qui serpenta au-dessus du Campo.
Il accueillit le centre d'art contemporain de la ville de Sienne jusqu'en 2008.

## Histoire
Le palais été construit entre 1460 et 1495 sur les plans de l'architecte  Bernardo Rossellino pour Caterina Piccolomini, la sœur du pape Pie II. 
Il comporte trois étages avec des façades qui rappellent celles des palais florentins, à bossage rustique, de la même période :
- le piano nobile est décoré de fresques style XVe siècle datant des XIXe et XXe siècles.
- le second étage offre une vue sur le Dôme de Sienne depuis sa  terrasse découverte.
- Une loggia, située au dernier étage,  offre une vue panoramique sur les toits de Sienne, le Campo, la campagne environnante.

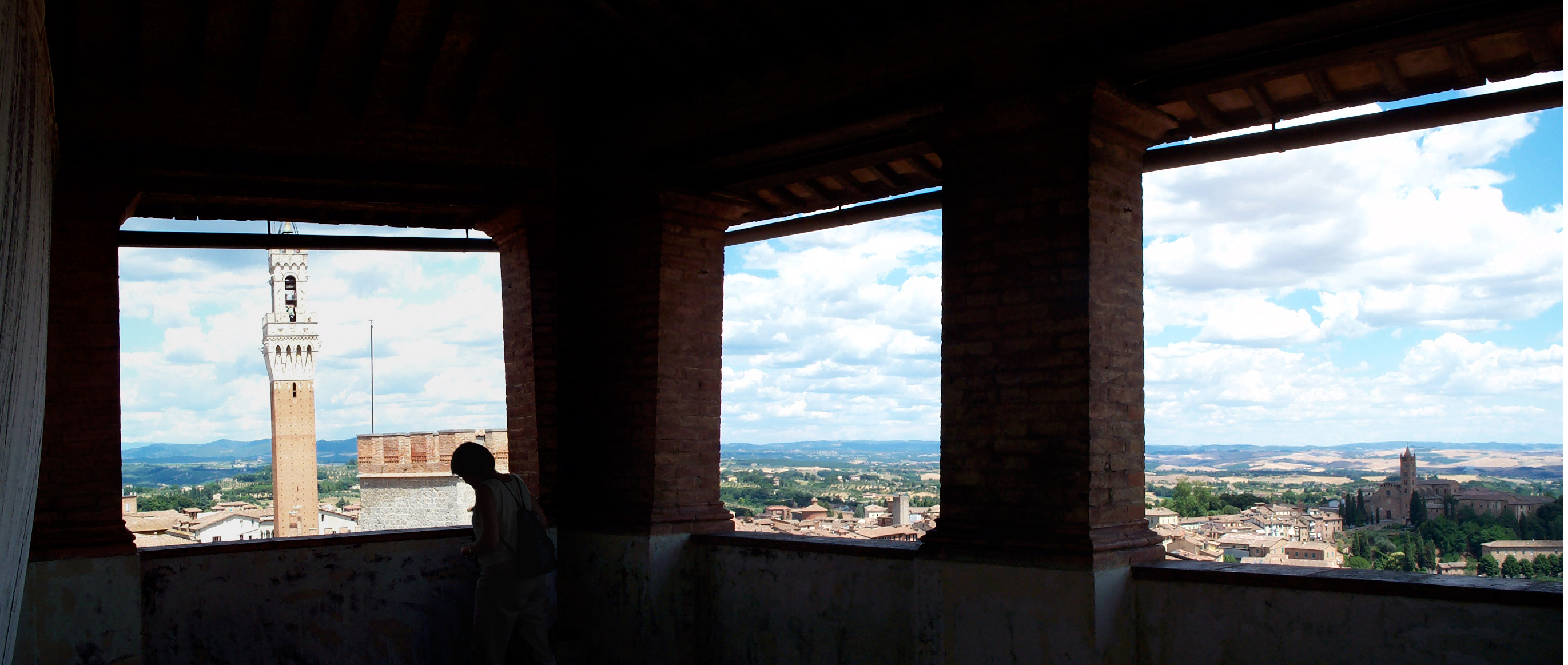